# Castell de Nonasp
El castell de Nonasp o de la Comanda és un castell d'origen medieval que actualment és la seu de l'ajuntament de Nonasp (Baix Aragó-Casp).
Està situat a una terrassa rocosa que forma un penya-segat sobre la confluència dels rius Matarranya i l'Algars.
L'edifici actual és bàsicament dels segles xiv i xv amb modificacions del xviii i potser alguna part anterior (segle xii). El castell i la vila van pertànyer als templers i després als hospitalers, als que s'atribueix la construcció de la major part de l'edifici. Després de la conquesta cristiana, el castell i la població pertangueren a Ximeno d'Artusella. La seva filla, (segons alguns historiadors era neta) Elvira, casada amb Guillem I de Cervelló, l'any 1248 els donà a l'orde del Temple. La població, malgrat pertànyer als templers en el moment de la divisió, no s'incorporà a Catalunya. L'any 1317, amb l'extinció de l'orde, passà als hospitalers, que inclogueren Nonasp a la castellania d'Amposta; però a mitjans del segle xiv el mestre Johan Ferrández d'Heredia la traspassà a la comanda hospitalera de Casp.
La planta té forma d'hexàgon irregular, d'uns 15 per 24 metres, i té dos pisos. La planta baixa es dividia en tres compartiments i al mig hi ha un aljub que probablement va servir de trull a l'edat moderna. Més avall hi ha una cambra amb volta de canó que es considera la part més antiga del castell. Si havia tingut merlets, els ha perdut.
Es conserven dos finestres gòtiques, probablement del segle xv, coronelles i amb arcs conopials, una a la façana sud i l'altra a llevant, en el mateix eix de la porta principal. Destaca la façana principal amb la porta i una finestra centrada al seu damunt, que mira a llevant de cara al pati. La porta és de mig punt, amb amples dovelles on apareixen uns escuts heràldics amb la mitja lluna que pertanyen al llinatge del comandador hospitaler Salvador de Luna, que regentava el lloc a començaments del segle xv. La finestra és germinada, amb un mainell de secció rectangular i una llosada escociada sostinguda per dos permòdols ornats amb testes. A partir del segle XV-XVI és quan es transforma de castell-fortaleça a casa-palau.
Des de l'any 1988 l'edifici és la seu de l'Ajuntament de la vila.